# Konjaku Gazu Zoku Hyakki
Konjaku Gazu Zoku Hyakki (今昔画図続百鬼 (Kim Thác Hoạ Đồ Tục Bách Quỷ)/ "Minh Họa Một Trăm Con Quỷ Từ Hiện Tại Và Quá Khứ") là cuốn sách thứ hai của nghệ sĩ Nhật Bản nổi tiếng Toriyama Sekien của Gazu Hyakki Yagyō, xuất bản ca từ năm 1779. Một phiên bản của tứ chứng được dịch và chú thích bằng tiếng Anh đã được xuất bản vào năm 2016. Những cuốn sách này là những cuốn sách hay nhất siêu nhiên, bộ sưu tập ma, linh hồn, ma quỷ và quái vật, nhiều trong số đó Toriyama dựa trên văn học, văn hóa dân gian, tác phẩm nghệ thuật khác.Những tác phẩm này đã có ảnh hưởng sâu sắc đến hình ảnh yōkai tiếp theo ở Nhật Bản, và đã thành công bởi Konjaku Hyakki Shūi và Gazu Hyakki Tsurezure Bukuro.